# Geranomyia javanica javanica
Geranomyia javanica javanica is een ondersoort van de tweevleugelige Geranomyia javanica uit de familie steltmuggen (Limoniidae). De soort komt voor in het Oriëntaals gebied.